# Wally Herger

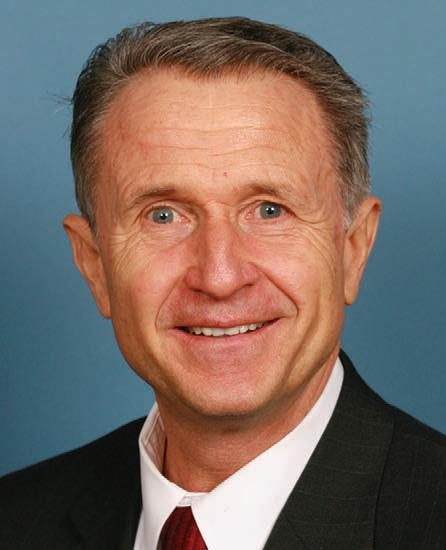
Wally Herger (2009)

Walter William „Wally“ Herger (* 20. Mai 1945 in Yuba City, Kalifornien) ist ein US-amerikanischer Politiker der Republikaner. Zwischen 1987 und 2013 vertrat er den Bundesstaat Kalifornien im US-Repräsentantenhaus.

## Werdegang
Wally Herger besuchte die East Nicolaus High School und studierte danach an der California State University in Sacramento. Danach arbeitete er als Viehzüchter. Außerdem war er in der Öl- und Gasbranche als Geschäftsmann tätig. Gleichzeitig begann er als Mitglied der Republikanischen Partei eine politische Laufbahn. Zwischen 1980 und 1986 war er Abgeordneter in der California State Assembly.
Bei den Kongresswahlen des Jahres 1986 wurde Herger im zweiten Wahlbezirk von Kalifornien in das US-Repräsentantenhaus gewählt, wo er am 3. Januar 1987 die Nachfolge von Eugene A. Chappie antrat. Er wurde zwölfmal wiedergewählt, zuletzt im Jahr 2010 mit 57,15 Prozent der Wählerstimmen. Im Jahr 2012 verzichtete er auf eine erneute Kandidatur und schied am 3. Januar 2013 aus dem Kongress aus. Herger war Mitglied im Committee on Ways and Means und in zwei von dessen Unterausschüssen. Er gehörte auch dem der Tea-Party-Bewegung nahestehenden Tea Party Caucus an.